# Lijst van koningen van de Visigoten
Dit is een lijst van koningen van de Visigoten.

## Koningen derVisigoten

### Vroege koningen
- Rausimond, ca. ??-324, hoofdeling
- Ariaric, ca. ??-330
- Geberic, ca. 330-350
- Fritigern, ca. 369-380
- Athanarik, 369-381

### Baltidynastie
- Alarik I ca. 395-410, plunderde Rome
- Athaulf 410-415 naar Gallië
- Sigerik 415
- Wallia 415-418, naar Spanje verslaat Silingen en Alanen
- Theoderik I 418-451
- Thorismund 451-453
- Theoderik II 453-466, broer
- Eurik 466-485, broer
- Alarik II 485-507 (Vouillé)
- Gesalik 507-511
- Oost-Gotisch regentschap van Theodorik de Grote (511-526)
- Amalarik 526-531

### Latere koningen
- Theudis 531-548
- Theudigisel 548-549
- Agila I 549-554
- Athanagild 554-567
- Liuva I 567-572, liet het bestuur over aan zijn broer Leovigild
- Leovigild 567-586
- Reccared I 586-601
- Liuva II 601-603
- Witterik 603-610
- Gundemar 610-612
- Sisebut 612-621
- Reccared II 621
- Swinthila 621-631
- Sisenand 631-636
- Chintila 636-640
- Tulga 640-642
- Chindaswinth 642-653
- Recceswinth 653-672
- Wamba 672-680
- Erwig 680-687
- Ergica 687-702
- Witiza 702-709
- Roderik 710-711

In 711 werd het Visigotenrijk veroverd door de Moren.
- Agila II, 711-714 (zonder werkelijk gezag) Tarragona en Narbonne
- Ardon, 714-725 (zonder werkelijk gezag) Narbonne (tot 722) en Navarra
- Pelayo, koning van Asturië 718-737